# Eurysphindus comatulus
Eurysphindus comatulus är en skalbaggsart som beskrevs av Mchugh 1993. Eurysphindus comatulus ingår i släktet Eurysphindus och familjen slemsvampbaggar. Inga underarter finns listade i Catalogue of Life.